# Euploea leucogonis
Euploea leucogonis är en fjärilsart som beskrevs av Butler 1879. Euploea leucogonis ingår i släktet Euploea och familjen praktfjärilar. Inga underarter finns listade i Catalogue of Life.